# Вабар (кратеры)
Вабар (араб. فوهات الوابر (وبار)‎) — ударные кратеры, расположенные на территории пустыни Руб-эль-Хали в Саудовской Аравии.
Кратеры Вабар расположены в обширной пустыне Руб-эль-Хали, где когда-то кочевали бедуины. Они были найдены в ходе поиска легендарного города (местности) Вабар из арабской мифологии, который был уничтожен за грехи его жителей (отождествляется с Ирамом, упоминаемым в Коране). Оказалось, что «стены» этого города являются валами метеоритных кратеров. Всего было обнаружено два таких частично засыпанных кратера. Остальные, вероятно, полностью скрыты под песками. Диаметр наибольшего из них составляет около 100 м, глубина — 12 м. Второй имеет размеры 40 на 55 м.
В этой местности также были найдены железные метеориты массой до 11 кг, а также стекловидные массы, образовавшиеся в результате плавления песка под воздействием высоких температур при падении метеоритов. Эти стекловидные капли содержат вкрапления частичек никелистого железа.